# Handsome Brad
Handsome Brad, född 19 april 2013 i Aneby i Jönköpings län, död 5 mars 2022 i Händene utanför Skara i Västra Götalands län, var en svensk varmblodig travhäst. Han tränades av Ulf Stenströmer och kördes av Carl Johan Jepson.
Handsome Brad tävlade åren 2016–2021. Han sprang in totalt 6,9 miljoner kronor på 67 starter varav 19 segrar, 13 andraplatser och 9 tredjeplatser. Han tog karriärens största seger i Olympiatravet (2019). Han segrade också i Lyon Grand Prix (2018), Copenhagen Cup (2019) och Jämtlands Stora Pris (2020). Han kom på andraplats i Harper Hanovers Lopp (2019) samt på tredjeplats i Kymi Grand Prix (2019).

## Karriär
Handsome Brad debuterade i juni 2016. Första segern kom i den femte starten, den 1 september 2016 på Örebrotravet.
Han fick sitt stora genombrott under 2018, då han segrade i sju av 17 lopp. Den 12 maj 2018 vann han Lyon Grand Prix på världsrekordtiden 1.11,7 över 2640 meter, vilket var en tangering av Readly Express och On Track Piratens delade världsrekord över distansen.
Handsome Brad tog ytterligare kliv under 2019, som var hans mest framgångsrika år med 3,3 miljoner kronor insprunget på nio starter varav tre segrar, två andraplatser och två tredjeplatser. Han inledde året med att segra i ett försök av Gulddivisionen den 16 mars 2019. Han deltog sedan i Gulddivisionens final, där han kom på andraplats. Årets tredje start blev Olympiatravets final, där han skar mållinjen som två, endast slagen av Propulsion. I efterhand utnämndes Handsome Brad som vinnare av Olympiatravet efter att Propulsion ströks som vinnare då det konstaterades att denne var nervsnittad.
Den 12 maj 2019 segrade Handsome Brad även i Danmarks största travlopp Copenhagen Cup. Efter segern fick han en inbjudan till 2019 års upplaga av Elitloppet. Tränare Stenströmer meddelade dock att han vill avvakta med besked om hästen kommer att delta i loppet. Två dagar senare meddelade han att hästen inte kommer delta, utan att han siktar mot andra lopp under sommaren. Under Elitloppshelgen startade han istället i Harper Hanovers Lopp, där han kom på andraplats. Han kom även på fjärdeplats i Åby Stora Pris den 10 augusti 2019.
Handsome Brad segrade i Jämtlands Stora Pris den 6 juni 2020. Han segrade även i Axevallalöpningen den 18 juli 2020.
Under 2021 segrade Handsome Brad i fyra av tolv starter, bland annat i Östgötaloppet och Birger Bengtssons Minne. Årets och karriärens sista seger kom den 19 oktober 2021 i Ullbergs Minne på hemmabanan Axevalla. Han gjorde sin sista start den 6 november 2021 i Gulddivisionen på travbanan i Eskilstuna där han kom på sjätteplats.
Handsome Brad avlivades den 5 mars 2022 efter att samma dag skadat sig allvarligt i hagen.